# Wina francuskie

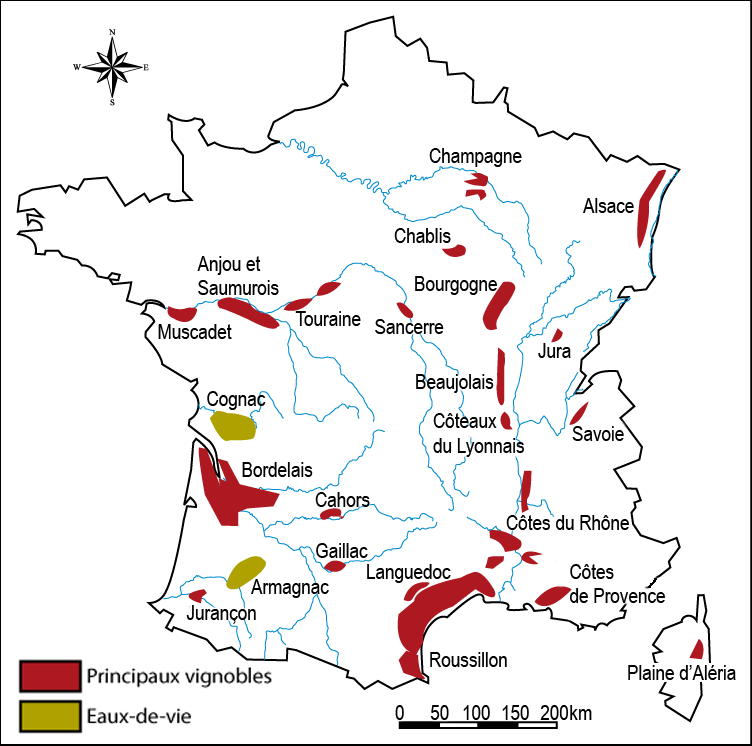
Najważniejsze francuskie regiony winiarskie

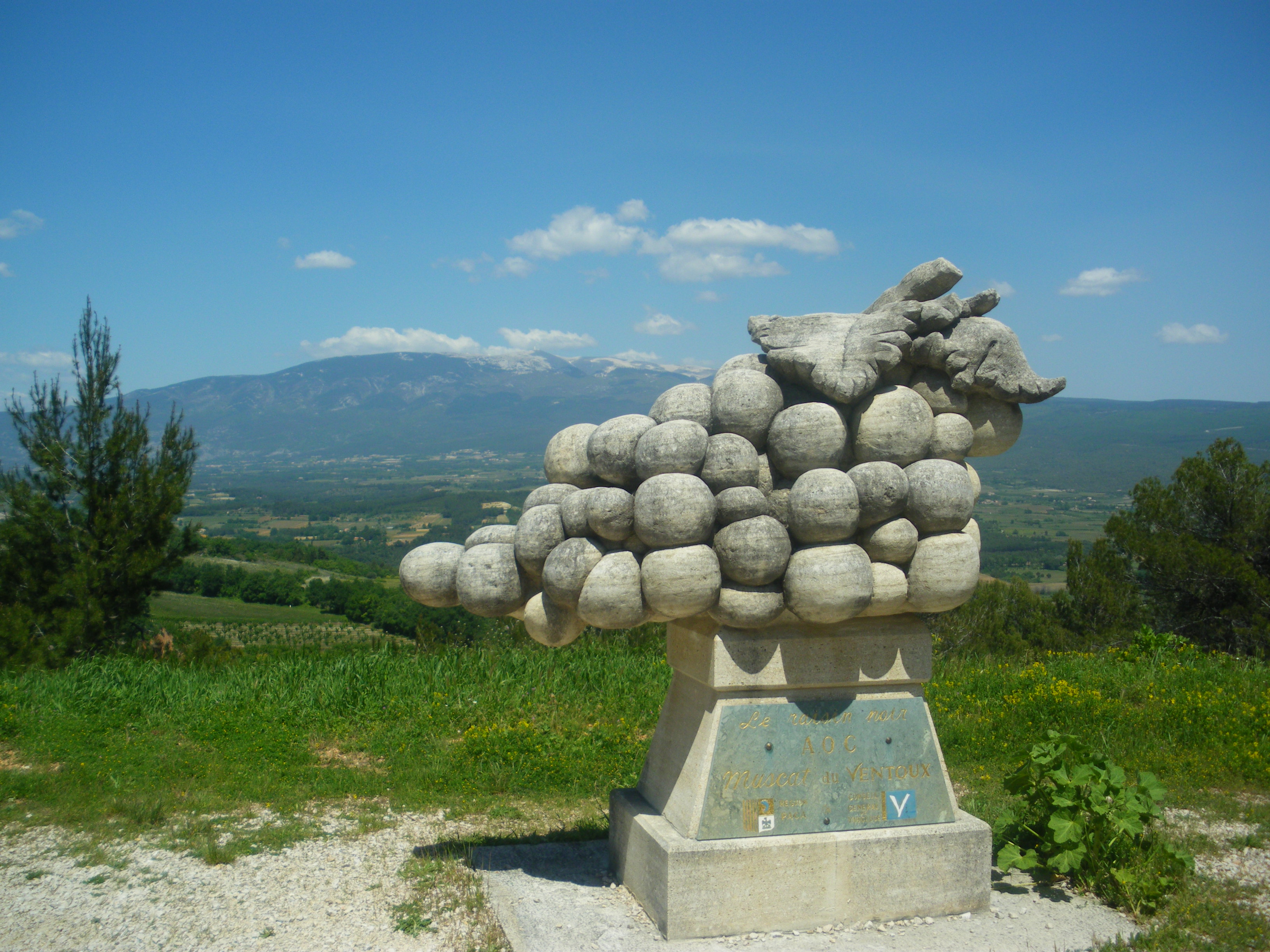
Pomnik czerwonego winogrona w Blauvac

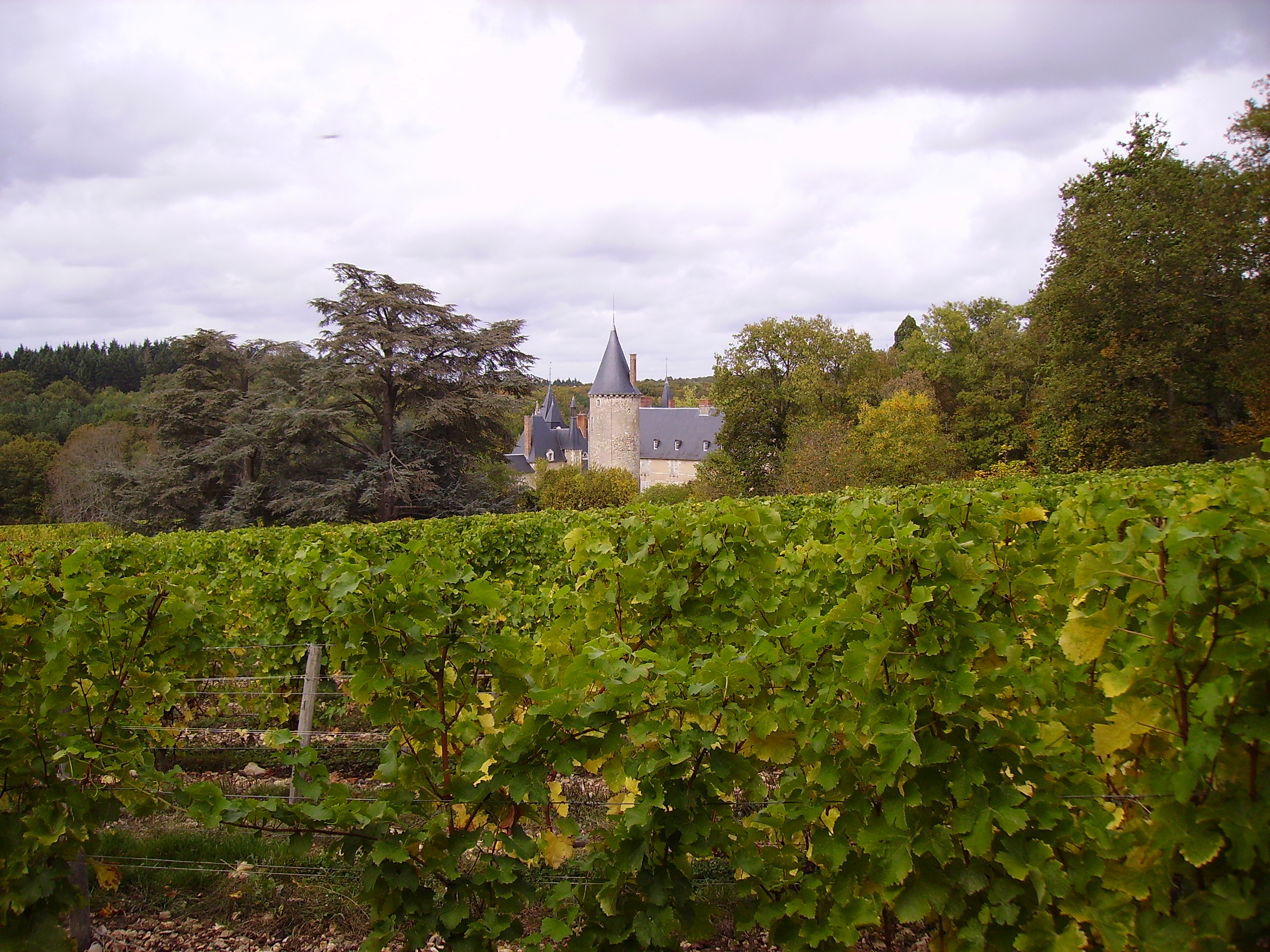
Winnica w apelacji Pouilly-Fumé na tle château

Wina francuskie – wina produkowane we Francji, pod względem powierzchni upraw winorośli (po Hiszpanii) drugim kraju na świecie, pod względem wielkości produkcji – liderem (przy czym w niektórych rocznikach Włochy produkowały więcej). Powierzchnia upraw wynosiła w 2010 roku 825 000 ha, a kraj wyprodukował wtedy 44,9 mln hl wina.

## Historia
Winorośl była uprawiana we Francji już w czasach starożytnych, najpierw w regionie śródziemnomorskim, a później także w głębi kraju. Liczne popularne obecnie na całym świecie odmiany (merlot, cabernet sauvignon, chardonnay, chenin blanc) wywodzą się stąd. Załamanie przemysłu winiarskiego przyniosła klęska filoksery w II połowie XIX wieku. Od XX wieku Francja boryka się z nadprodukcją wina, czemu próbuje się przeciwdziałać subwencjami na karczowanie winnic i destylacją na alkohol.
Wino Château Pétrus, produkowane w apelacji AOC Pomerol we Francji w 95% ze szczepu merlot utrzymywało przez 20 lat tytuł najdroższego wina świata.

## Odmiany
Dwie trzecie winnic jest obsadzone czerwonymi szczepami winorośli. Spośród nich najważniejsze to merlot, grenache, syrah, cabernet sauvignon, carignan, cabernet franc, pinot noir i gamay.
Najważniejszymi (pod względem powierzchni upraw) białymi odmianami były w 2010 roku ugni blanc, chardonnay, sauvignon blanc. melon de bourgogne i sémillon, każda z nich uprawiana na ponad 10 000 ha. Pierwsza z nich ma mniejsze znaczenie w produkcji win stołowych, a częściej jest uprawiana w celu destylacji na koniak albo armaniak.

## Regiony winiarskie
Winorośl jest powszechnie uprawiana na terenie kraju. Najważniejsze regiony winiarskie leżą w południowej i środkowej części kraju.
- Bordeaux AOC – producent legendarnych win czerwonych i w niewielkiej ilości białych
- Burgundia (Bourgogne AOC) – znana z lekkich win czerwonych z odmiany pinot noir i białych z chardonnay (np. chablis)
- Langwedocja (Languedoc AOC)
- Dolina Rodanu (Côtes du Rhône AOC) – produkuje głównie krzepkie wina czerwone
- Szampania (Champagne AOC) – obok Alzacji najbardziej wysunięty na północ region winiarski Francji, słynący z win musujących
- Alzacja (Alsace AOC)  – granicząca z Niemcami i słynąca z produkcji win białych
- Dolina Loary (np. Vouvray AOC)
- Jura i Sabaudia
- Prowansja (np. Côtes de Provence AOC)
- Sud-Ouest (Południowy Zachód, np. Gaskonia)

## Klasyfikacja
Francuski system klasyfikacji win jest skomplikowany i w momencie powstania w 1935 był pierwszym obejmującym cały kraj. W większości przypadków producenci starają się oznaczyć wino określeniem, które będzie jak najbardziej ograniczone terytorialnie.
- wina stołowe – vin de table, najprostszy rodzaj wina, produkowanego masowo z winogron, które mogą pochodzić z różnych regionów Francji. Może także być mieszane z kilku roczników[9].
- wina regionalne – vin de pays, po raz pierwszy zdefiniowane w 1968 roku wina pochodzące z regionu wskazanego w nazwie, np. Vin de Pays d'Oc (Langwedocja)[16]. Często stosowane dla win jednoodmianowych w przypadku, gdy miejscowa apelacja wymaga mieszania kilku szczepów albo gdy nie spełniają innych jej przepisów (np. ograniczenie wydajności, sposób winifikacji, wykorzystanie winogron z sąsiednich terenów itp.)[9][16].
- wina klasy VDQS – wina z wyróżnionych regionów, które nie osiągnęły jeszcze statusu samodzielnej apelacji, ale mają taki potencjał[9]. Kategoria jest marginalna – obejmuje ok. 1% win i z reguły stanowi przedsionek do uzyskania apelacji AOC[13][16].
- wina oznaczone apelacją AOC – podlegające ostrym normom produkcyjnym i odwołujące się do tradycji; m.in. muszą być produkowane z odmian winogron określonych w rozporządzeniu, uprawiane w zdefiniowany sposób na ograniczonym terenie zwanym apelacją[9]. Regulacje dotyczą także procesu winifikacji i maksymalnej ilości wina, jakie wolno wyprodukować z hektara winnicy (ograniczenie zbiorów sprzyja koncentracji aromatów) oraz w niektórych przypadkach okresu starzenia w beczkach albo butelkach[13]. Zgodność procesu produkcyjnego z przepisami jest kontrolowana przez organy nadzorcze[13]. Istnieje więcej niż 470 apelacji AOC[13]. Wśród apelacji wyróżnia się apelacje:
  - makroregionalne, obejmujące całe regiony. Przykładami mogą być: AOC Bordeaux, AOC Bourgogne (Burgundia) albo AOC Languedoc
  - regionalne apelacje, o mniejszym obszarze produkcji, rozpościerające się na obszarze kilku do kilkudziesięciu gmin i biorące swoją nazwę od nazwy regionu, np. Mâcon AOC, Corbières AOC, Haut-Médoc, Beaujolais AOC
  - subregionalną apelacją AOC, często biorące nazwę od jednej z miejscowości leżącej na terenie apelacji (np. Vouvray, Bandol).
  - wina z gminnych apelacji, gdzie certyfikowany rejon upraw jest ograniczony do jednej gminy. W zależności od regulacji nazwa gminy jest nazwą apelacji (Gigondas AOC) albo uzupełnia nazwę bardziej ogólnej apelacji (np. Tautavel w regionie Côtes du Roussillon może oznaczać swoje wina jako AOC Côtes du Roussillon-Villages Tautavel AOC)
  - wina z tzw. cru, pochodzące ze ściśle określonej i sklasyfikowanej winnicy. Typowe dla regionu Bordeaux, Burgundii i Alzacji. Spotykane jest także kategorii cru (np. 2ème cru classé - winnica II kategorii wśród wyróżnionych)

Producent spełniający wymagania apelacji ściślej określonej ma możliwość oznaczenia swojego wina jako pochodzące z apelacji bardziej ogólnej, jeśli np. uzna, że jest bardziej rozpoznawalna. Niektórzy podają na etykiecie określenia wskazujące na bardziej znany region obejmujący obszar produkcji tego wina, np. Vin de Bourgogne (wino burgundzkie) na winach z obszaru Mâconnais.
Kategoria AOC jest stopniowo zastępowana kategorią AOP (appellation d’origine protegée), znaną z innych wyrobów spożywczych.